# Grant Withers
Grant Withers (* 17. Januar 1905 in Pueblo, Colorado als Granville Gustavus Withers; † 27. März 1959 in North Hollywood, Los Angeles, Kalifornien) war ein US-amerikanischer Schauspieler, der zwischen 1925 und 1959 in rund 180 Filmen und diversen Fernsehserien auftrat.

## Leben
Nach dem Besuch einer Militärakademie arbeitete Grant Withers zunächst als Verkäufer einer Ölfirma sowie als Zeitungsreporter. Sein Filmdebüt absolvierte er 1925 im Kurzfilm So Long Bill, anschließend trat er unter anderem in Komödien mit Buster Keaton und W. C. Fields auf. Bereits gegen Ende der Stummfilmzeit erhielt der 1,91 Meter große Darsteller substanzielle Rollen und galt als vielversprechendes Talent. Er war bei Warner Brothers unter einem Studiovertrag. 1930 war er Partner von Joan Blondell in dem Kriminaldrama Sinners’ Holiday, einem seiner bekanntesten Filme aus dieser Zeit, in dem zugleich ein noch weitgehend unbekannter James Cagney sein Leinwanddebüt gab. Später im Jahr heiratete Withers völlig überraschend in Yuma seine Filmpartnerin Loretta Young, die er während der Dreharbeiten zu The Second Floor Mystery kennengelernt hatte. Young war zu dem Zeitpunkt erst 17 Jahre alt. Die Ehe machte große Schlagzeilen und wurde im folgenden Jahr auf Betreiben von Youngs Mutter annulliert, gerade als ihr zweiter gemeinsamer Film in die Kinos kam, ironischerweise mit dem Titel Too Young to Marry.
Im Verlaufe der 1930er-Jahre ließ das Interesse der großen Filmstudios an Withers nach und er spielte vor allem in B-Movies. Er war unter anderem Hauptdarsteller der Filmserials The Fighting Marines (1935) und Radio Patrol (1937). Ab den 1940er-Jahren musste sich der nunmehr recht korpulent gewordene Withers mit Nebenrollen begnügen, wobei er seine Nische als Schurkendarsteller in Western fand.  Er hatte nennenswerte Schurkenrollen in Westernstreifen wie Faustrecht der Prärie, Bis zum letzten Mann und In letzter Sekunde. Für zehn Jahre hatte er einen Studiovertrag bei Republic Pictures, ein kleineres Studio, bei dem vorwiegend Western gedreht wurden. In insgesamt neun Filmen trat er an der Seite seines Freundes John Wayne auf, der bei Withers’ vierter Hochzeit Trauzeuge war; auch mit Regisseur John Ford drehte Withers mehrmals. In der letzten Phase seiner Karriere in den 1950er-Jahren war Withers auch häufiger als Gastdarsteller in diversen US-Fernsehserien zu sehen.
Bis zu seinem Suizid 1959 im Alter von 54 Jahren absolvierte Withers rund 200 Film- und Fernsehauftritte. Als Grund für den Suizid galten gesundheitliche Probleme; in seinem Abschiedsbrief entschuldigte er sich bei allen, denen er in seiner Zeit in Hollywood wehgetan haben könnte. Grant Withers war, die annullierte Ehe mit Young mitgezählt, fünfmal verheiratet, wobei alle geschieden wurden. Er wurde auf dem Prominentenfriedhof Forest Lawn Memorial Park im kalifornischen Glendale bestattet.

## Filmografie (Auswahl)
- 1925: So Long Bill (Kurzfilm)
- 1926: Fighting Hearts
- 1927: Der Musterschüler (College)
- 1929: Die ungekrönte Königin (The Divine Lady)
- 1930: Sinners’ Holiday
- 1931: Die Frau meines Freundes (Other Men’s Women)
- 1931: Too Young to Marry
- 1931: Swanee River
- 1934: Der Präriereiter (The Red Rider)
- 1935: Goin’ to Town
- 1935: The Fighting Marines (Filmserial)
- 1937: Radio Patrol (Filmserial)
- 1938: Mr. Wong, Detective
- 1938: Three Loves Has Nancy
- 1939: Mr. Wong in Chinatown
- 1939: The Mystery of Mr. Wong
- 1940: The Fatal Hour
- 1940: Doomed to Die
- 1941: Allein unter Gangstern (The Get-Away)
- 1941: Der letzte Bandit (Billy the Kid)
- 1941: H.M. Pulham, Esq.
- 1942: Trubel in Panama (Panama Hattie)
- 1942: Tennessee Johnson
- 1943: Keine Zeit für Liebe (No Time for Love)
- 1943: Dr. Gillespie’s Criminal Case
- 1943: Harte Burschen – steile Zähne (A Lady Takes a Chance)
- 1943: Gangsterjagd in Brooklyn (Whistling in Brooklyn)
- 1943: Die Hölle von Oklahoma (In Old Oklahoma)
- 1944: Alarm im Pazifik (The Fighting Seabees)
- 1945: Gefährliche Partnerschaft (Dangerous Partners)
- 1945: Liebe in der Wildnis (Dakota)
- 1946: Der Bandit von Sacramento (In Old Sacramento)
- 1946: Faustrecht der Prärie (My Darling Clementine)
- 1947: Rächer ohne Waffen (Gunfighters)
- 1947: Hyänen der Prärie (Wyoming)
- 1947: Tycoon
- 1948: Bis zum letzten Mann (Fort Apache)
- 1948: Der Rächer von Los Angeles (Old Los Angeles)
- 1948: Die rauhen Reiter der furchtlosen Legion (The Gallant Legion)
- 1948: Die Plünderer von Nevada (The Plunderers)
- 1948: Im Banne der roten Hexe (Wake of the Red Witch)
- 1949: Überfall auf Expreß 44 (The Last Bandit)
- 1949: Kopfpreis 5000 Dollar (Hellfire)
- 1949: In letzter Sekunde (The Fighting Kentuckian)
- 1950: Mississippi-Express (Rock Island Trail)
- 1950: Terror über Colorado (The Savage Horde)
- 1950: Rio Grande
- 1950: Tripolis (Tripoli)
- 1951: Der Seewolf von Barracuda (The Sea Hornet)
- 1952: Mördersyndikat San Francisco (Hoodlum Empire)
- 1952: Faustrecht in Minnesota (Woman of the North Country)
- 1953: Der Rebell von Java (Fair Wind to Java)
- 1953: Tropische Abenteuer (Tropic Zone)
- 1953: Wem die Sonne lacht (The Sun Shines Bright)
- 1954: Kalifornische Sinfonie (Jubilee Trail)
- 1955: Im Schatten des Galgens (Run for Cover)
- 1955: Die nackte Geisel (Lady Godiva of Coventry)
- 1956: Cheyenne (Fernsehserie, Folge 2x05)
- 1956/1957: Corky und der Zirkus (Circus Boy, Fernsehserie, 2 Folgen)
- 1957: Rauchende Colts (Gunsmoke, Fernsehserie, Folge 2x15)
- 1957: Ich ritt für Jesse James (Hell’s Crossroads)
- 1957: Im Schatten der Schlinge (The Last Stagecoach West)
- 1957–1958: Have Gun – Will Travel (Fernsehserie, 3 Folgen)
- 1957/1959: Abenteuer im wilden Westen (Zane Grey Theater, Fernsehserie, 2 Folgen)
- 1958: Lassie (Fernsehserie, Folge 4x21 Das neue Halsband)
- 1958: Perry Mason (Fernsehserie, Folge 1x34 Der Fall mit den drei Blondinen)
- 1959: Gangster Nr. 1 (I Mobster)
- 1959: Fury (Fernsehserie, Folge 4x14)
- 1959: Der Texaner (The Texan, Fernsehserie, Folge 1x21)
- 1959: 26 Men (Fernsehserie, 2 Folgen)